# Romže
Die Romže ist ein rechter Nebenfluss der March in Mähren. 
Er entspringt bei der Gemeinde Dzbel am Rand des Drahaner Berglandes, umfließt es in südöstlicher Richtung an den Städten Konice und Kostelec na Hané vorbei und vereinigt sich nach etwa 38 Kilometern bei Prostějov mit der Hloučela. Der Wasserlauf, der von hier an auch Valová genannt wird, mündet nach weiteren 15 Kilometern bei Uhřičice in die March. Die Quelle liegt in einer Höhe von 492 m n.m., die Mündung bei 192 m n.m. Das Einzugsgebiet umfasst einen großen Teil des Okres Prostějov. 
Der Oberlauf der Romže fließt rasch und überwindet einige Stromschnellen. Am Mittellauf zwischen Kostelec und Prostějov stehen der mäandrierende Flusslauf und die Auwälder am Ufer auf 13,7 Hektar als Naturdenkmal Pod Zápovědským kopcem unter Naturschutz. Das Denkmal wurde 1989 ausgerufen und schützt vor allem den Lebensraum seltener Amphibien und Wasservögel. In der intensiv landwirtschaftlich genutzten Hanna-Ebene bewahrt das Gebiet einen seltenen Rest der ursprünglichen Auwälder. Ab Prostějov ist der Fluss dagegen fast auf voller Länge reguliert und begradigt. 
Kurz vor ihrer Mündung in die March wird die Valová bei Uhřičice im Siphon vom Graben Boleloucký mlýnský náhon unterquert (Lage). Der 1908 vom Bauunternehmen Pittel+Brausewetter fertiggestellte Betontunnel ist ein Technisches Denkmal.